# Större vattenbagge
Större vattenbagge (Hydrophilus piceus) är en skalbaggsart som först beskrevs av Carl von Linné 1758.  Större vattenbagge ingår i släktet Hydrophilus, och familjen palpbaggar. Enligt den svenska rödlistan är arten nära hotad i Sverige. I Finland anses arten inte etablerad, och har ännu (2019) ej bedömts ifråga om hotstatus.  

## Beskrivning
En helsvart, ofta grönskimrande, stor, oval och lång skalbagge, vanligen med mycket välvd kropp. Även buken är triangelformigt välvd. Hanens framfötter har den yttersta kloleden förstorad (se bild). Arten är stor, med en kroppslängd på mellan 34 och 50 mm.

## Utbredning
Arten omfattar stora delar av Palearktis mellan Medelhavsområdet inklusive Nordafrika (Egypten) i söder till södra Norden i norr, och österut till Sibirien och norra Indien.

### Förekomst i Sverige och Finland
I Sverige förekommer arten sparsamt i Skåne, på Öland och Gotland. Den har även tidigare påträffats i Östergötland och Uppland.
Arten är mycket sällsynt i Finland, och betraktas som "slumpmässig vandrare". Endast fyra fynd är gjorda, varav tre är registrerade: Två vid sydkusten (Hangö i landskapet Nyland och i Djurgården i Helsingfors) samt ett något inåt i landet, vid Kouvola i landskapet Kymmenedalen. Arten har inte fått någon rödlisteklassificering.
I övriga Norden förekommer den i Danmark och södra Norge.

## Ekologi
Habitatet utgörs av grunda, vegetationsrika vattensamlingar med riklig växtlighet, gärna på kalkstensgrund. Arten vill ha gyttjig botten men klart vatten.
Skalbaggarna parar sig under våren. Äggen läggs i en flytande kokong med omkring 50 till 70 ägg. Larverna är rovdjur, som framför allt livnär sig av vattenlevande snäckor. Insektslarver kan också tas. 
De vuxna skalbaggarna kommer fram under sommaren och har en livslängd på upptill tre år. Till skillnad från larverna är de övervägande växtätare, som tar andmat, vattenpester och grönalger. Uppgifter finns, att den även kan ta as. Skalbaggarna är inga goda simmare, utan uppehåller sig främst nära stranden, där de kan krypa på bottnen. Däremot flyger de gärna, som ofta dras till ljuskällor.

## Bildgalleri

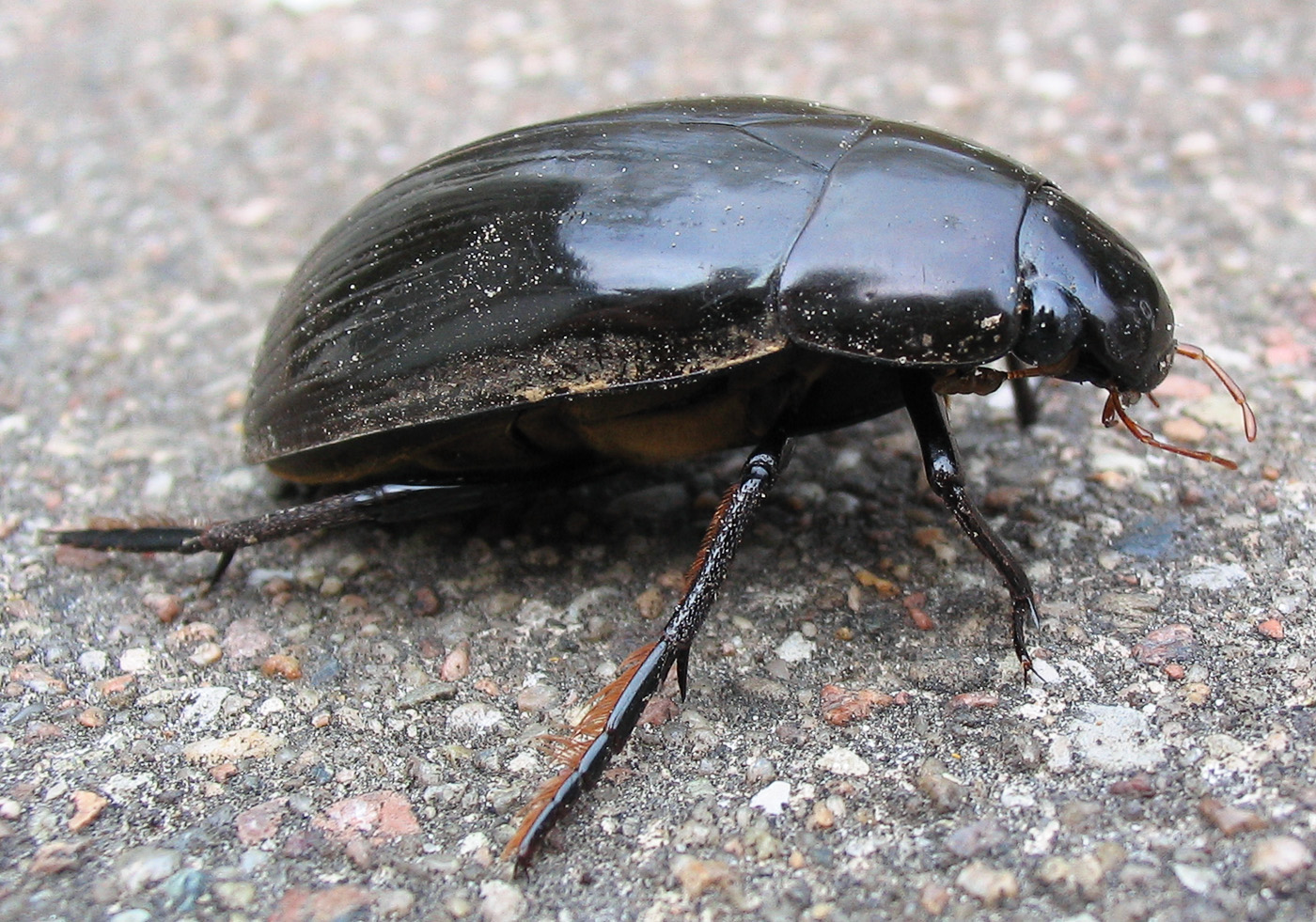
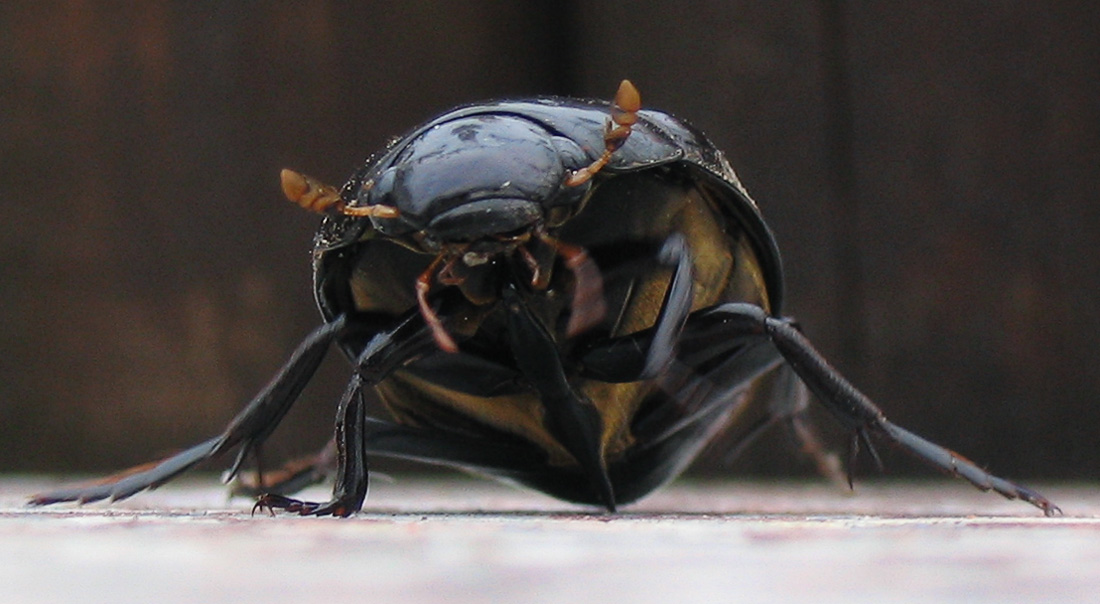
Den triangelformade buken syns tydligt.
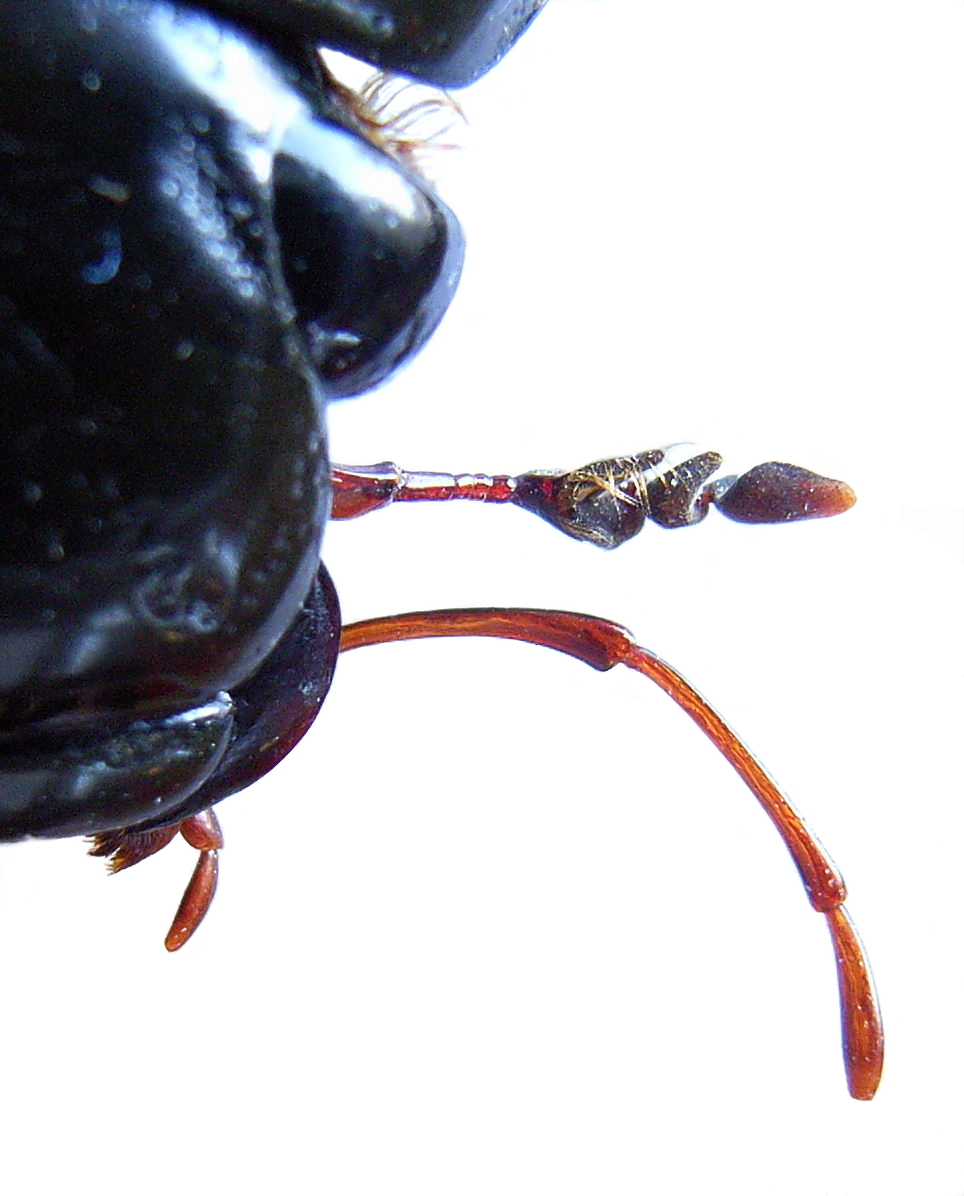
Huvud med antennklubba.
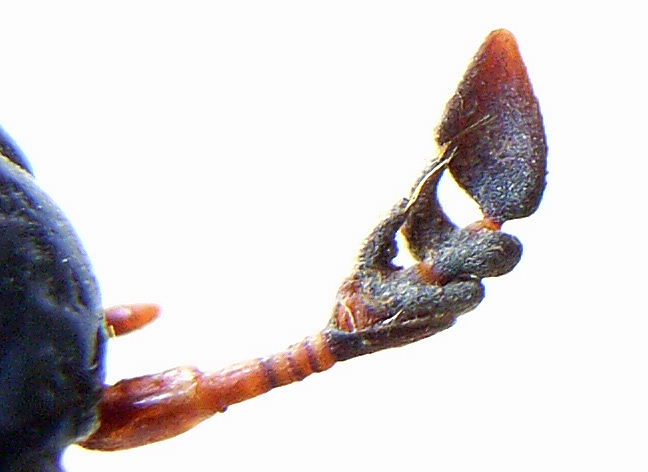
Närbild på antennklubban.